# 臺灣語辭彙集
《臺灣語辭彙集》（荷蘭語：Formosaansche Woorden-lijst, Volgens een Utrechtsch Handschrift），是一部荷蘭語－西拉雅語對譯的辭彙集。作者凡·德·弗利斯（Van der Vlis），將其於烏特勒支圖書館發現之手稿整理而成，由「巴達維亞藝術與人文協會」於1842年出版。

## 歷史沿革
根據弗利斯先生在本書序言的說明，他在烏特烈支圖書館發現這份手稿之後加以研究，並且在 Het Tijdtschrift voor Nederlands Indië, 3de Jaargang No. 6（荷屬東印度雜誌，第 3 卷第 6 號）當中發表文章，介紹手稿當中的台灣語言，8 同時也尋求出版這份手稿完整內容的機會。此事得到「巴達維亞藝術與人文協會」的協助，使得這份重要的手稿得以於 1842 年問世。
其後，臺北帝國大學的村上直次郎教授於1933年，將本書資料收錄至其《臺北帝國大學文政學部紀要‧第二卷‧第一號‧新港文書》中，改以西拉雅語為編寫主體，並附上荷蘭文和英文翻譯。

## 內容主旨
弗利斯所編撰的《台灣語辭彙集》原本共分有 3 個段落，首先是他撰寫一篇 16 頁篇幅的簡介，篇名為「Over de Formosaansche Taal（關於台灣語）」。他在這篇文字當中介紹 19 世紀初期台灣語言研究的過程，分析辭彙集編排的結構，並選取當中部分台灣語的文字，與馬來語、爪哇語做比較研究；接下來是辭彙集主文，共有 31 頁，其中，《台灣語辭彙集》有別於一般的辭典以字母順序的排列方式，其採用以主題為單元所編撰的辭彙集形式，全書收錄1072個單字，共分16個主題，遍及日常生活物品、文化與宗教等用語；第三部是對話錄，共分為 4 個段落，標題為「Zamenspraken in het Formosaansch en Netherlandtsch（台灣語與荷蘭語的對話錄）」，這個對話錄也被收入甘為霖所譯著的《An Account of Missionary Success in the Island
of Formosa（台灣佈教之成功）》第一卷當中。
《臺灣語辭彙集》為研究17世紀的西拉雅族、為臺灣早期歷史提供了極重要的參考資料。

### 詞彙舉隅
《臺灣語辭彙集》中，收錄的詞彙如下：
Gouma（城市或村落）、Darang（道路）、Gouva（守望台）、Attatallachang（一間教堂）、Harongkong kasato kapatasa soang（講道台）、Taltal（橋）、Pesasarauang（橋欄）、Tatikogang（操場）、Sackig（鈴鐺）、Tmikog（戴鈴鐺跑步）、Kilikili或Tagley（鐘）、Onini（鐘錘）、Oni（聲音）、Dmadarang（去（某處））、Demarang（離開）、Nimacatallach（我從家裡來）、Atta tallach（留在家裡）Tallach（房舍）、Apang（屋頂）、Vadig（房舍正面）、Vagag（房舍側面）、Saeig（木料）、Caiou（薪材）、Tpal（木板或桌面板）、Apouch（灰泥）、Vourig（竹子）、Tatavag（柵欄）、Paho（釘子）、Alilip（門）、Gnataf（窗戶）、Magoulif（開敞的門）、Agoulifey（將門打開）、Illifey（關門﹝帶有命令語調﹞）、Illilif（關門）、Glaf（房間）、Kada（階梯）、Poukong（盒子）、Agoualilif（鑰匙）、Tagoang（走廊）、Vagilock（食品儲藏室）、Loudock（爐火邊）、Mala（院子）、Raoul（菜園）、Ratta（小寮）、Ratta kwadoch（禽鳥籠）、Ratta ki taucka（狗屋）、Ittata ingang（廁所）、Daouck（水井）。

## 目錄
本書共分為16個主題，分別為:
1. 上帝與自然
2. 城市、房舍與家具
3. 時間
4. 人類和其行動
5. 身體部位
6. 身體的病痛
7. 服裝與武器
8. 船隻器具
9. 貴金屬、香料與植物
10. 野獸
11. 禽類
12. 魚類
13. 數目
14. 副詞、連接詞、介系詞
15. 形容詞
16. 動詞

## 外部連結
線上閱讀
- 《臺灣語辭彙集》(國立台灣圖書館數位典藏)
- 從近代初期季風亞洲的荷蘭語學習看臺灣荷蘭時代的殖民地語言現象與遺緒 （页面存档备份，存于）